# 马德河畔巴永维尔
马德河畔巴永维尔（法語：Bayonville-sur-Mad，法語發音：[bajɔ̃vil syʁ mad]）是法国默尔特-摩泽尔省的一个市镇，属于图勒区。

## 地理
马德河畔巴永维尔（49°0'53"N, 5°59'24"E）面积9.39 平方千米，位于法国大東部大區默尔特-摩泽尔省，该省份为法国东北部内陆省份，是洛林的一部分，北邻比利时、卢森堡，北起顺时针与摩泽尔省、下莱茵省、孚日省和默兹省接壤。
与马德河畔巴永维尔接壤的市镇（或旧市镇、城区）包括：戈尔兹、阿尔纳维尔、翁维尔、摩泽尔河畔帕尼、旺德兰维尔。
马德河畔巴永维尔的时区为UTC+01:00、UTC+02:00（夏令时）。

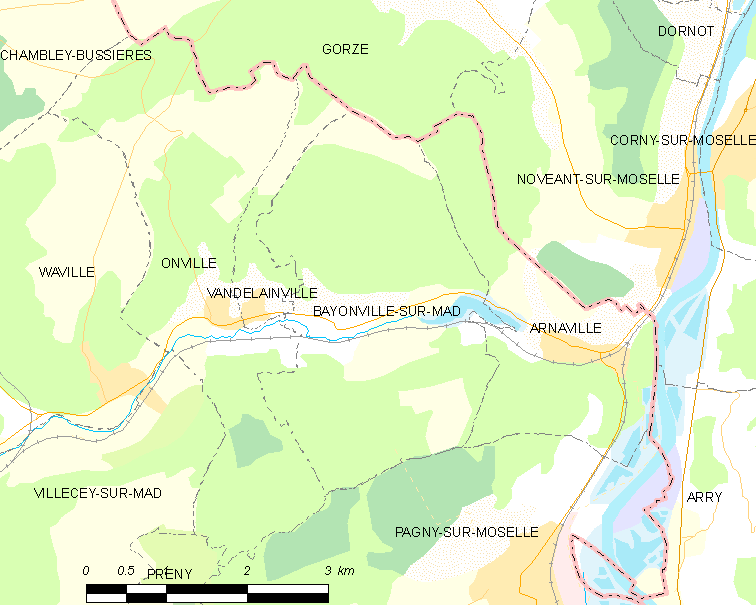
马德河畔巴永维尔的OSM定位图

## 行政
马德河畔巴永维尔的邮政编码为54890，INSEE市镇编码为54055。

## 政治
马德河畔巴永维尔所属的省级选区为蓬塔穆松县。

## 人口

1962-2008年间马德河畔巴永维尔人口变化图示

马德河畔巴永维尔于2022年1月1日时的人口数量为330人。